# Гуликаантубани
Гуликаантубани (груз. გულიკაანთუბანი) — село в Грузии, в Карельском муниципалитете края Шида-Картли, в общине села Бредза.

## Расположение
Расположено на левом берегу реки Проне Восточная, на высоте 840 м над уровнем моря. Отдалён на 28 километров от города Карели.

## Население
По результатам официальной переписи населения 2014 года в Гуликаантубани проживало 100 человек (55 мужчин и 45 женщин).
| Год  | Численность |
| ---- | ----------- |
| 2002 | 124         |
| 2014 | ▼ 100       |